# Анатомія динозаврів
Анатомія динозаврів — галузь, яка активно вивчається порівняльною анатомією, палеонтологією та еволюційною біологією. Новітні досягнення техніки на додаток до найстарших положень порівняльної анатомії допомагають глибше поглянути у світ динозаврів. Багато аспектів анатомії й біології динозаврів уже піддаються розшифровці: можна досить упевнено судити про спосіб життя різних динозаврів, механіці їхньої ходи, перегони, руху щелеп і голови, про будову кісток, мозку, дихальної системи, органах почуттів. Тепер майже всі риси динозаврів і анатомічні, і поведінкові прийнято порівнювати із пташиною організацією. Фахівці називають стародавніх монстрів незграбним терміном «непташині динозаври» (nonavia dinosaurs), протиставляючи їх власне птахам.

## Головний мозок
Що палеонтолог може сказати про будову мозку копалини тварини? Здавалося б, майже нічого, адже мозкова тканина не зберігається у викопному стані. Усе, що має палеонтолог, це зліпки черепних коробок вмістищ мозку, та й то якщо особливо акуратному препараторові вдається очистити без огріхів цю внутрішню порожнину або зробити послідовний ряд розпилів цілого черепа. Але таких робіт одиниці, і найчастіше зроблені в них висновки легко заперечити, пославшись на недостатню схоронність матеріалу або на специфіку зразків.
Рентгенівська скануюча томографія дозволяє обійти всі ці труднощі: череп можна не руйнувати й не розпилювати, нема потреби очищати кістки від породи, для дослідження стає доступним масовий матеріал. А дослідник одержує об'ємне зображення «зліпка» черепної коробки й далі, дотримуючись порівняльно-анатомічних правил, реконструює зовнішність і форму мозку. От такі чудові й винятково наочні реконструкції черепної коробки Tyrannosaurus rex одержали вчені з Університету Огайо. Ці реконструкції можна розглянути з усіх боків, одержати подання про відносні розміри й розташування різних відділів мозку, напрямку й розміщення черепно-мозкових нервів і судин мозку.
Як з'ясувалося, мозок тиранозаврів відмінно обслуговував своїх хижих носіїв. Він був налаштований на тонкий нюх, сприйняття низькочастотних звуків, швидкі скоординовані рухи голови та очей.
Всі динозаври мали гострий нюх, але в тиранозаврів він був розвинений найкраще, судячи з порівняльного розміру нюхових часток. Очевидно, що нюх відігравав помітну роль і в мисливських звичках цих гігантів, і в статевому поводженні.

## Скелет

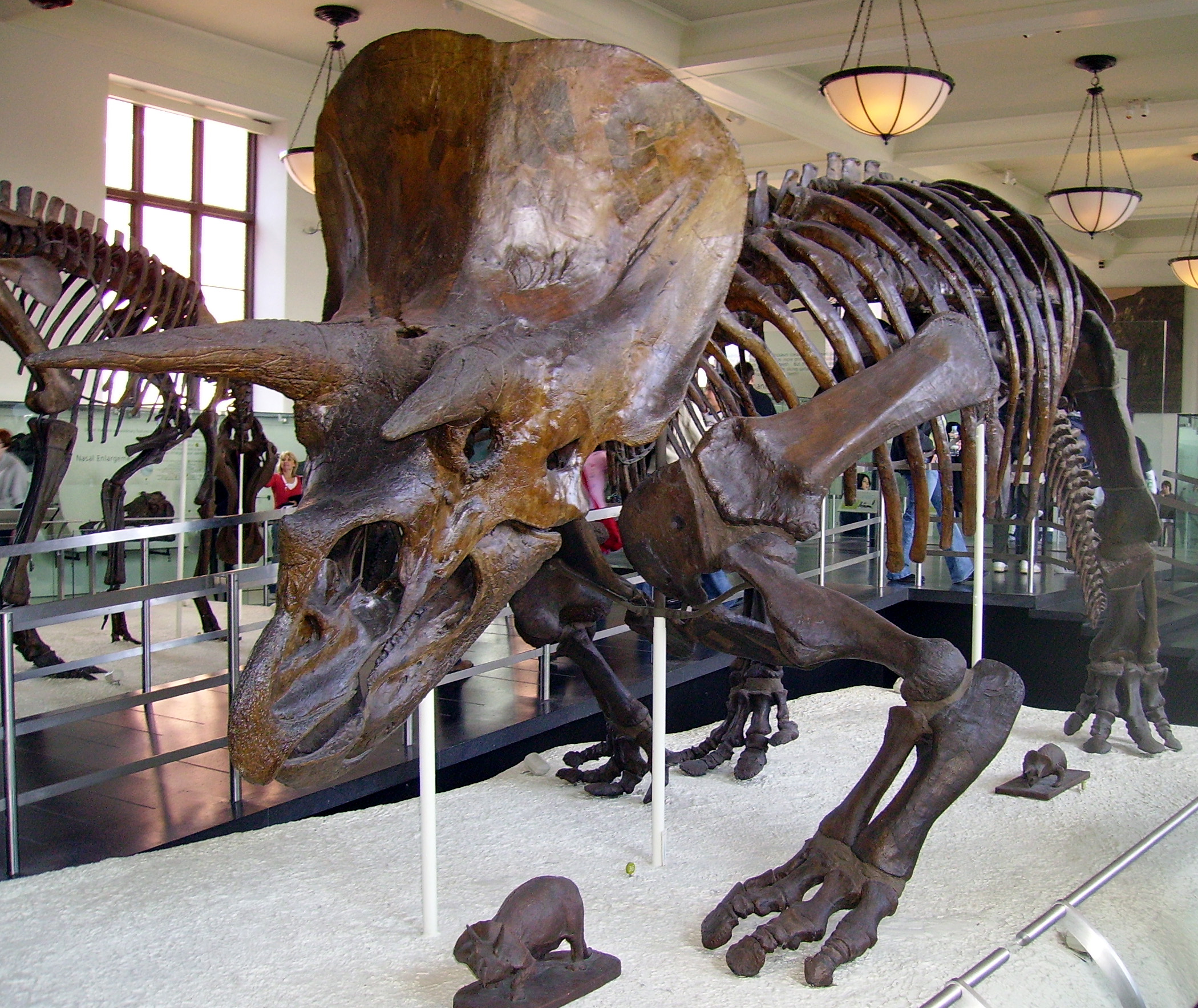
Скелет трицератопса в Американському музеї природничої історії

Викопні скелети динозаврів майже завжди є єдиним палеонтологічним матеріалом, по якому вчені намагаються відтворити зовнішній вигляд стародавніх ящерів. Характерною особливістю скелетів, що ділять динозаврів на дві основні групи, є будова тазових кісток. У ящеротазових динозаврів клубові кістки направлені вверх, де вони з'єднуються з хребцем, сідничні — вниз і назад, а лобкові направлені вперед і вниз.

## Зовнішні покриви

### Шкіра

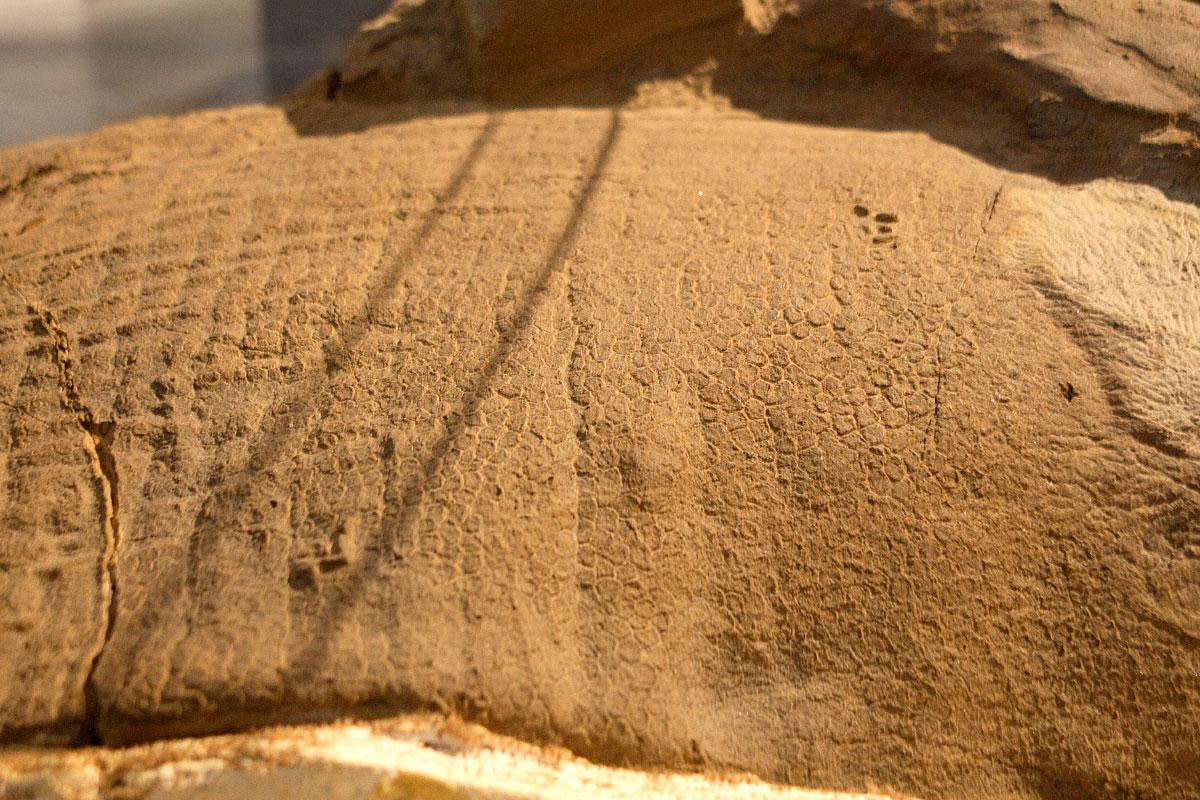
Відбиток шкіри едмонтозавра

Шкіра у динозаврів не перетворювалася в скам'янілості. Однак все ж палеонтологам вдалося знайти кілька її відбитків. Спочатку був виявлений анатозавр, який загинув в піщану бурю і був похований під сухим піском. Дослідження збережених відбитків показали, що шкіра анатозавра була гладкою, сухою і міцною. Крім того, невеликі опуклі ділянки товстішої твердої шкіри, під якими поміщалися невеликі кісткові пластинки, розташовувалися між її м'якими складками. Найбільший розвиток кісткові пластинки отримали в анкілозаврів, де їхня товщина доходила до 5 см. Потужні кісткові пластини щільно розташовувалися один до одного як зверху, так і з боків тіла, таким чином утворюючи гнучкий і міцний панцир. Зовні його покривав шар рогової шкіри, яка по візерунку нагадувала мозаїку. Швидше за все, шкіра різних видів і груп динозаврів за своєю будовою нагадувала шкіру таких сучасних плазунів, як черепахи, крокодили і дзьобоголові. Однак неможливо точно стверджувати якого кольору була шкіра динозаврів і який малюнок вона мала.

### Пір'яний покрив

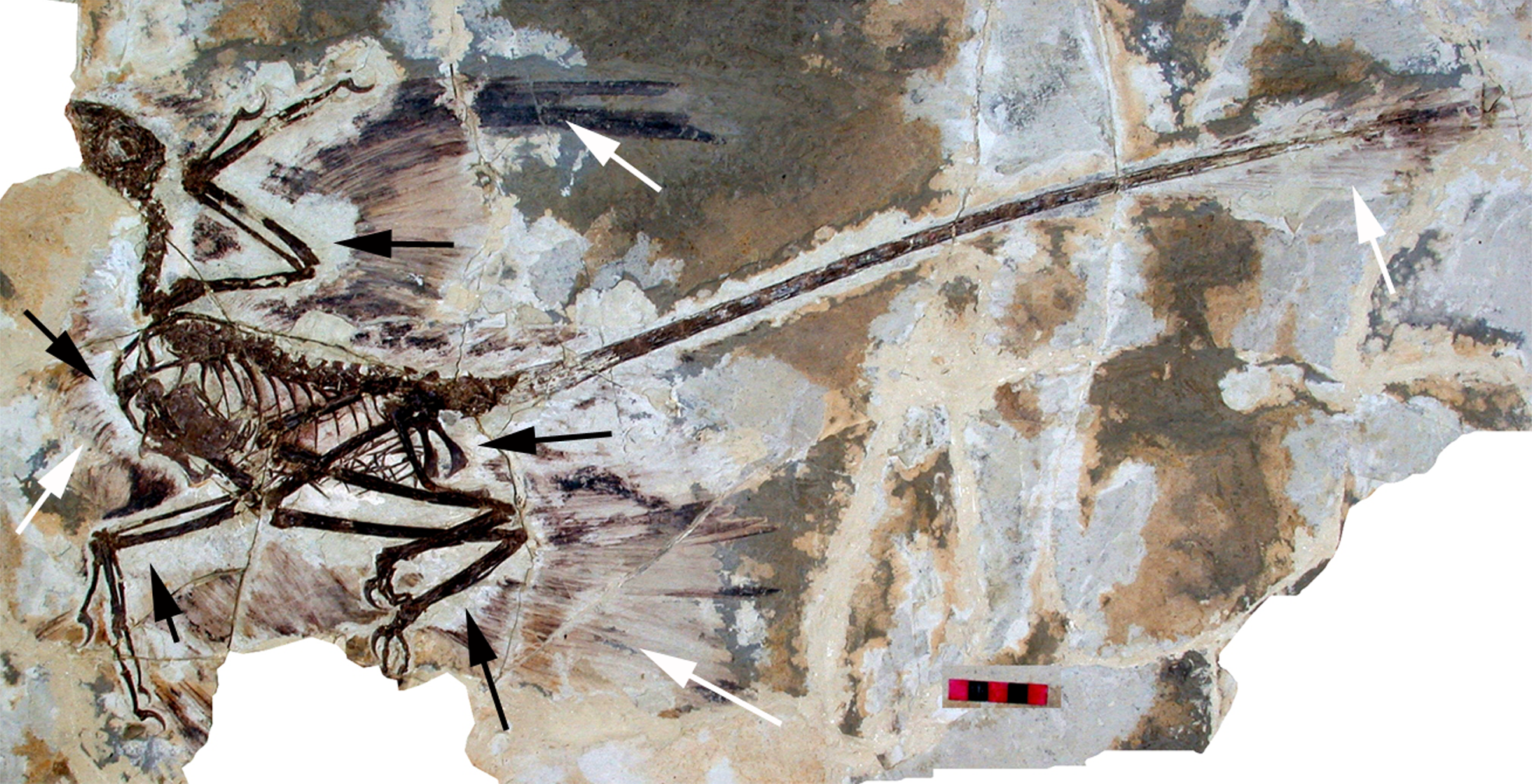
Скам'янілості мікрораптора з відбитками пір'я

Раніше учені припускали наявність оперення у деяких родин хижих динозаврів, які можуть бути споріднені до предків сучасних птахів, але прямі докази наявності пір'я у динозаврів з'явилися тільки в середині 90-х років XX століття, коли у китайській провінції Ляонін було знайдено рештки дрібного хижого динозавра з відбитками пір'яного покриву.
Нині наявність пір'яного покриву твердо встановлена у представників 8 родин хижих динозаврів, що належать до підряду тероподів. Ряд учених вважає, що пір'яний покрив спочатку виконував функцію теплоізоляції, захищаючи тварин від холоду і перегрівання, надалі у деяких видів динозаврів подовжене пір'я на передніх кінцівках стало виконувати демонстраційні функції в шлюбний період, а згодом, використовуватися деревними видами для ширяння.
Характер пір'яного покриву відрізнявся у різних груп динозаврів. Деякі види були покриті дрібним волосоподібним пухом, що нагадує шерсть ссавців, інші мали на хвості й передніх кінцівках довге пір'я, з жорстким центральним стержнем і розгалуженими борідками як у сучасних птахів. Найскладніший пір'яний покрив мали представники дромеозаврових і троодонтових, оперення яких включало пух, покривне і контурне пір'я.
Деякі види родини дромеозаврів, вели деревний спосіб життя і використали довге контурне пір'я для ширяння, найвідомішим з таких динозаврів є мікрораптор, який мешкав у лісах північно-східного Китаю в ранньому крейдяному періоді (125 млн років тому).